# Седлець (Стшелецький повіт)
Седлець (пол. Siedlec, нім. Schedlitz) — село в Польщі, у гміні Ізбицько Стшелецького повіту Опольського воєводства.
Населення — 404 особи (2011).
У 1975—1998 роках село належало до Опольського воєводства.

## Демографія
Демографічна структура станом на 31 березня 2011 року:
|          | Загалом | Допрацездатний вік | Працездатний вік | Постпрацездатний вік |
| -------- | ------- | ------------------ | ---------------- | -------------------- |
| Чоловіки | 199     | 51                 | 132              | 16                   |
| Жінки    | 205     | 36                 | 125              | 44                   |
| Разом    | 404     | 87                 | 257              | 60                   |